# Eurysyllis spicum
Eurysyllis spicum är en ringmaskart som beskrevs av Kudenov, Harris in Blake, Hilbig och Scott 1995. Eurysyllis spicum ingår i släktet Eurysyllis och familjen Syllidae. Inga underarter finns listade i Catalogue of Life.